# Cortinarius pratensis
Cortinarius pratensis är en svampart som först beskrevs av Bon & Gaugué, och fick sitt nu gällande namn av Høil. 1984. Cortinarius pratensis ingår i släktet Cortinarius och familjen spindlingar.  Arten är reproducerande i Sverige. Inga underarter finns listade i Catalogue of Life.